# John Mitchell (musicien)
Pour les articles homonymes, voir John Mitchell et Mitchell.
John Mitchell, né le 21 juin 1973 à Shannon (Irlande), est guitariste et chanteur dans différents groupes britanniques de rock progressif : Asia, Arena, The Urbane, Kino, Frost*, Blind Ego et It Bites.

## Discographie

### Avec The Urbane
- Neon (1999)
- Glitter (2003)

### Avec Arena
- The Cry (1997) (EP)
- Welcome To The Stage (1997) (live)
- The Visitor (1998)
- Immortal? (2000)
- Breakfast In Biarritz (2001) (live)
- Contagion (2003)
- Contagious (2003) (EP)
- Contagium (2003) (EP)
- Live & Life (2004) (live)
- Pepper's Ghost (2005)
- Ten Years On (2006) (compilation)
- The Seventh Degree Of Separation (2011)
- Contagion Max (2014)
- The Unquiet Sky (2015)
- Double Vision (2018)
- The Theory Of Molecular Inheritance (2022)

### Avec Kino
- Picture (2005)
- Cutting Room Floor (2005) (compilation)
- Radio Voltaire (2018)

### Avec Frost*
- Milliontown (2006)
- Experiments In Mass Appeal (2008)
- FrostFest Live CD (2009) (live)
- The Philadelphia Experiment (2010) (live)
- The Rockfield Files (2013) (DVD)
- Falling Satellites (2016)
- Day and Age (2021)

### Avec Blind Ego
- Mirror (2007)

### Avec It Bites
- When The Lights Go Down (2007) (live)
- The Tall Ships (2008)
- This Is Japan (2010) (live)
- It Happened One Night (2011) (live)
- Map of the Past (2012)

### Avec Gandalf's Fist
- A Forest of Fey (2014)

### Avec Lonely Robot
- Please Come Home (2015)
- The Big Dream (2017)
- Under Stars (2019)
- Feelings Are Good (2020)

### Solo
- The Nostalgia Factory (2016)

Avec Karmakanic
- Transmutation (2025)